# Record du monde de natation messieurs du 800 mètres nage libre
Progression du record du monde de natation messieurs pour l'épreuve du 800 mètres nage libre en bassin de 50 et 25 mètres et du 1 000 yards nage libre en bassin de 25 yards.

## Bassin de 50 mètres
Légende : les mentions « s, d ou f » éventuellement placées entre parenthèses après la nature de la compétition signifient respectivement que le record a été battu au cours d’une série, d’une demi-finale ou d’une finale.
| Temps             | Athlète              | Nationalité      | Compétition                 | Lieu          | Date              |
| ----------------- | -------------------- | ---------------- | --------------------------- | ------------- | ----------------- |
| 11 min 25 s 4 (y) | Henry Taylor         | Royaume-Uni      |                             | Runcorn       | 21 juillet 1906   |
| 11 min 24 s 2 (y) | Norman Ross          | États-Unis       |                             | Sydney        | 10 janvier 1920   |
| 11 min 05 s 2 (y) | Andrew Charlton      | Australie        |                             | Sydney        | 13 janvier 1923   |
| 10 min 51 s 8 (y) | Andrew Charlton      | Australie        |                             | Sydney        | 19 janvier 1924   |
| 10 min 43 s 6     | Arne Borg            | Suède            |                             | Honolulu      | 11 avril 1924     |
| 10 min 37 s 4     | Arne Borg            | Suède            |                             | Harnäs (sv)   | 25 août 1925      |
| 10 min 32 s 0 (y) | Andrew Charlton      | Australie        |                             | Sydney        | 8 janvier 1927    |
| 10 min 22 s 2 (y) | Johnny Weissmuller   | États-Unis       |                             | Honolulu      | 27 juillet 1927   |
| 10 min 19 s 6     | Jean Taris           | France           |                             | Paris         | 30 mai 1930       |
| 10 min 17 s 2     | Jean Taris           | France           |                             | Cannes        | 9 juin 1931       |
| 10 min 16 s 6     | Shozo Makino         | Japon            |                             | Osaka         | 30 août 1931      |
| 10 min 15 s 6     | Jean Taris           | France           |                             | Cannes        | 21 juin 1932      |
| 10 min 08 s 6     | Shozo Makino         | Japon            |                             | Tokyo         | 25 juin 1933      |
| 10 min 01 s 2     | Shozo Makino         | Japon            |                             | Tokyo         | 16 septembre 1933 |
| 9 min 55 s 8      | Shozo Makino         | Japon            |                             | Tokyo         | 15 septembre 1934 |
| 9 min 50 s 9      | William Smith        | États-Unis       |                             | Honolulu      | 24 juillet 1941   |
| 9 min 45 s 6      | Hironoshin Furuhashi | Japon            |                             | Tokyo         | 26 juin 1949      |
| 9 min 45 s 0      | Shiro Hashizume      | Japon            |                             | Los Angeles   | 16 août 1949      |
| 9 min 40 s 7      | Hironoshin Furuhashi | Japon            |                             | Los Angeles   | 16 août 1949      |
| 9 min 35 s 5      | Hironoshin Furuhashi | Japon            |                             | Los Angeles   | 19 août 1949      |
| 9 min 30 s 7      | Ford Konno           | États-Unis       |                             | Honolulu      | 7 juillet 1951    |
| 9 min 15 s 7      | George Breen         | États-Unis       |                             | New Haven     | 27 octobre 1956   |
| Nouveau règlement |                      |                  |                             |               |                   |
| 9 min 17 s 7 (y)  | John Konrads         | Australie        |                             | Sydney        | 11 janvier 1958   |
| 9 min 14 s 5      | John Konrads         | Australie        |                             | Melbourne     | 22 février 1958   |
| 8 min 59 s 6 (y)  | John Konrads         | Australie        |                             | Sydney        | 10 janvier 1959   |
| 8 min 51 s 5      | Murray Rose          | Australie        |                             | Los Altos     | 26 août 1962      |
| 8 min 47 s 4      | Semyon Belitz-Geiman | Union soviétique |                             | Kharkov       | 3 août 1966       |
| 8 min 47 s 3      | John Bennett         | Australie        |                             | Sydney        | 16 janvier 1967   |
| 8 min 46 s 8      | Alain Mosconi        | France           |                             | Monaco        | 5 juillet 1967    |
| 8 min 42 s 0      | Francis Luyce        | France           |                             | Dinard        | 21 juillet 1967   |
| 8 min 34 s 3      | Michael Burton       | États-Unis       |                             | Long Beach    | 3 septembre 1968  |
| 8 min 28 s 8      | Michael Burton       | États-Unis       |                             | Louisville    | 17 août 1969      |
| 8 min 28 s 6      | Graham Windeatt      | Australie        |                             | Sydney        | 3 avril 1971      |
| 8 min 23 s 8      | Bradford Cooper      | Australie        |                             | Sydney        | 12 janvier 1972   |
| 8 min 17 s 60     | Stephen Holland      | Australie        |                             | Brisbane      | 5 août 1973       |
| 8 min 16 s 27     | Stephen Holland      | Australie        |                             | Belgrade      | 8 septembre 1973  |
| 8 min 15 s 88     | Stephen Holland      | Australie        | Jeux du Commonwealth        | Christchurch  | 1er février 1974  |
| 8 min 15 s 20     | Stephen Holland      | Australie        |                             | Brisbane      | 17 janvier 1975   |
| 8 min 15 s 02     | Stephen Holland      | Australie        |                             | Christchurch  | 25 janvier 1975   |
| 8 min 13 s 68     | Tim Shaw             | États-Unis       |                             | Long Beach    | 21 juin 1975      |
| 8 min 09 s 60     | Tim Shaw             | États-Unis       |                             | Mission Viejo | 13 juillet 1975   |
| 8 min 06 s 27     | Stephen Holland      | Australie        |                             | Sydney        | 27 février 1976   |
| 8 min 02 s 91     | Stephen Holland      | Australie        |                             | Sydney        | 29 février 1976   |
| 8 min 01 s 54     | Bobby Hackett        | États-Unis       |                             | Long Beach    | 21 juin 1976      |
| 7 min 56 s 49     | Vladimir Salnikov    | Union soviétique |                             | Minsk         | 23 mars 1979      |
| 7 min 52 s 83     | Vladimir Salnikov    | Union soviétique |                             | Moscou        | 14 février 1982   |
| 7 min 52 s 33     | Vladimir Salnikov    | Union soviétique |                             | Los Angeles   | 14 juillet 1983   |
| 7 min 50 s 64     | Vladimir Salnikov    | Union soviétique |                             | Moscou        | 4 juillet 1986    |
| 7 min 47 s 85     | Kieren Perkins       | Australie        | Championnats pan-pacifiques | Edmonton      | 25 août 1991      |
| 7 min 46 s 60     | Kieren Perkins       | Australie        |                             | Sydney        | 14 février 1992   |
| 7 min 46 s 00     | Kieren Perkins       | Australie        | Jeux du Commonwealth        | Victoria      | 24 août 1994      |
| 7 min 41 s 59     | Ian Thorpe           | Australie        | Championnats d'Australie    | Hobart        | 26 mars 2001      |
| 7 min 39 s 16     | Ian Thorpe           | Australie        | Championnats du monde       | Fukuoka       | 25 juillet 2001   |
| 7 min 38 s 65     | Grant Hackett        | Australie        | Championnats du monde       | Montréal      | 27 juillet 2005   |
| 7 min 32 s 12     | Lin Zhang            | Chine            | Championnats du monde (f)   | Rome          | 29 juillet 2009   |

## Bassin de 25 mètres
Légende : les mentions « s, d ou f » éventuellement placées entre parenthèses après la nature de la compétition signifient respectivement que le record a été battu au cours d’une série, d’une demi-finale ou d’une finale.
| Temps         | Athlète           | Naissance | Âge | Nationalité          | Compétition            | Lieu         | Date             |
| ------------- | ----------------- | --------- | --- | -------------------- | ---------------------- | ------------ | ---------------- |
| 7 min 48 s 24 | Vladimir Salnikov | 1960      | 22  | Union soviétique     | Coupe d'Europe         |              | 1982             |
| 7 min 44 s 53 | Jeff Kostoff      | 1965      | 18  | États-Unis           | Meeting d'Indianapolis | Indianapolis | 7 janvier 1983   |
| 7 min 38 s 90 | Vladimir Salnikov | 1960      | 23  | Union soviétique     | Meeting Arena          | Bonn         | 13 février 1983  |
| 7 min 38 s 75 | Michael Gross     | 1964      | 21  | Allemagne de l'Ouest | Festival Arena         | Bonn         | février 1985     |
| 7 min 34 s 90 | Kieren Perkins    | 1973      | 20  | Australie            |                        | Sydney       | 25 juillet 1993  |
| 7 min 25 s 28 | Grant Hackett     | 1980      | 21  | Australie            |                        | Perth        | 3 août 2001      |
| 7 min 23 s 42 | Grant Hackett     | 1980      | 28  | Australie            | Victoria Championships | Melbourne    | 19 juillet 2008  |
| 7 min 20 s 45 | Daniel Wiffen     | 2001      | 22  | Irlande              | Championnats d'Europe  | Otopeni      | 10 décembre 2023 |

## 1000 yards nage libre
| Temps         | Athlète         | Naissance | Âge | Nationalité               | Compétition             | Lieu       | Date            |
| ------------- | --------------- | --------- | --- | ------------------------- | ----------------------- | ---------- | --------------- |
| 8 min 42 s 64 | Robert Margalis |           |     | États-Unis                |                         |            |                 |
| 8 min 36 s 49 | Erik Vendt      | 1981      | 27  | États-Unis Club Wolverine | USA swimming grand prix | Long Beach | 18 janvier 2008 |